# Nolwenn Leroy
Pour les articles homonymes, voir Nolwen, Leroy et Le Magueresse.
Nolwenn Le Magueresse, dite Nolwenn Leroy, née le 28 septembre 1982 à Saint-Renan (Finistère), est une auteure-compositrice-interprète, multi-instrumentiste et actrice française.
De formation classique (violon et chant lyrique), elle remporte la deuxième saison de Star Academy le 21 décembre 2002. Elle a depuis publié huit albums studio, deux albums live, et classé deux singles (Cassé et Nolwenn Ohwo !) à la première place du Top 50. Outre la Belgique et la Suisse, elle s'est également exportée et classée en Allemagne, au Canada, aux États-Unis et en Corée du Sud. En 2012, son album Bretonne a été certifié double disque de diamant pour des ventes dépassant le million d'exemplaires. Elle a vendu plus de 4 millions de disques.
Marraine de la Fondation Abbé-Pierre et membre des Enfoirés depuis 2006, elle a soutenu par la suite plusieurs autres associations caritatives. Nolwenn Leroy figure depuis 2012 dans le classement des personnalités préférées des Français publié par Le Journal du dimanche.

## Biographie

### Jeunesse et formation
Née en Bretagne, Nolwenn est la fille de l'ancien footballeur professionnel Jean-Luc Le Magueresse et de Muriel Leroy. Son père est né à La Rochelle, d'une famille originaire du Morbihan, et sa mère est auvergnate.
Elle vit ses premières années entre la Bretagne, notamment Kersaint-Plabennec et Guingamp, l'Île-de-France et le Nord-Pas-de-Calais, au gré des déménagements familiaux lié à la carrière de son père. À l'âge de onze ans, après le divorce de ses parents, elle part vivre avec sa mère et sa sœur Kay à Saint-Yorre (Allier). La séparation de ses parents est conflictuelle et elle voit peu son père. En 2021, elle déclare être toujours en froid avec lui.
Nolwenn suit alors sa scolarité au collège des Célestins à Vichy et apprend le violon, le solfège et chante en chorale (elle joue également du piano et de la harpe). À treize ans, elle remporte le concours « Les écoles du désert » organisé par les hypermarchés Cora et part en mission humanitaire au Mali pendant dix jours, entre Gao et Tombouctou.
En juillet 1998, elle part un an à Hamilton dans l'Ohio, grâce au programme d'échanges internationaux du Rotary Club, ce qui lui permet de parler couramment l’anglais. À son retour, elle décide de suivre des cours de chant lyrique au Conservatoire de Vichy, afin de se perfectionner.
En 2001, elle s’inscrit à l’école de droit de Clermont-Ferrand, en droit anglo-américain, pensant se destiner à une carrière diplomatique à l'ONU ou au sein d'une ONG, au cas où elle n'arriverait pas à devenir chanteuse.

### Carrière

#### Débuts etStar Academy(2002)
Visionnant l'émission télévisée Star Academy, elle est fascinée par la professeure de chant Armande Altaï et décide de s’inscrire dans sa classe. Pendant plus de six mois, elle suit ses cours de chant à Paris. Elle est ensuite sélectionnée pour participer à la deuxième saison de Star Academy, mais elle est également pressentie pour interpréter le rôle de Scarlett O'Hara dans la comédie musicale Autant en emporte le vent de Gérard Presgurvic,. Elle choisit finalement la Star Academy qu'elle remportera le 21 décembre 2002 face à Houcine, devant plus de 11,5 millions de téléspectateurs,. Cette expérience est l'occasion pour elle de réaliser des duos avec notamment Luz Casal, Lionel Ritchie, Laurent Voulzy, Roch Voisine, Garou, Lara Fabian, Isabelle Boulay, Vanessa Carlton, Laura Pausini, Umberto Tozzi, Calogero, De Palmas, Bruel et Fiori. Trois mois plus tard, elle participe à l'Eurobest, où elle termine en deuxième position, et à la tournée de Star Academy (90 dates). Jusque-là connue du public sous son seul prénom, elle décide, pour éviter la confusion avec la chanteuse Nolwen, d'y accoler le nom de famille de sa mère, prenant ainsi le nom de scène de Nolwenn Leroy.

#### Nolwenn(2003-2004)
Le 4 mars 2003, paraît son premier album, Nolwenn, auquel participent, entre autres, Pascal Obispo, Lara Fabian, Laurent Voulzy, Lionel Florence et Daniel Lavoie. L'album se classe no 1 à sa sortie et se vend à plus de 600 000 exemplaires, grâce notamment aux extraits Cassé (no 1 du Top Singles), Une femme cachée, Suivre une étoile et Inévitablement. En 2004, elle décroche le NRJ Music Awards de la Révélation francophone et entame une tournée en France, en Belgique et en Suisse.

#### Histoires naturelles(2005-2008)
Son deuxième album, Histoires naturelles, réalisé par Laurent Voulzy et Franck Eulry, sort le 5 décembre 2005. Le premier extrait, Nolwenn Ohwo !, cosigné par Alain Souchon, Laurent Voulzy et Nolwenn elle-même, entre directement no 1 des ventes. Pour la première fois, elle signe la moitié des textes de l'album (dont les singles Histoire naturelle et Mon ange) et installe un univers entre métaphysique, ésotérisme et rêverie. Elle reçoit un disque de platine pour plus de 400 000 copies vendues,. Après une tournée de quatre mois dans les théâtres et Zéniths de France et de Belgique, dont quelques jours à l'Olympia ainsi que plusieurs festivals, elle publie le 27 octobre 2007 son premier album live, Histoires Naturelles Tour, pour lequel elle reçoit un DVD d'or et un disque d'argent.
En 2006, Nolwenn apparaît sur l'album live de son ami Grégory Lemarchal qui l'a invitée à chanter le titre Même si en duo à l'Olympia. Elle participe également au conte musical celtique Le secret du vieux coquillage blanc, aux côtés de Tri Yann.

#### Le Cheshire Cat et moi(2009-2010)
Le 7 décembre 2009, sort son troisième album, Le Cheshire Cat et moi. Un album pop-folk construit autour de la harpe, dont elle a supervisé la réalisation avec le chanteur féroïen Teitur. Annoncé par le single Faut-il, faut-il pas ? avec un clip réalisé par Woodkid, l'album, plus personnel et intimiste, est disque d'or (50 000 ventes) et salué par la critique,,. Une tournée acoustique débute le 12 mars 2010 au Forum de Liège, passant notamment par les Francofolies de Spa, le festival Muzik'Elles, La Cigale et l'Olympia.

#### Bretonne(2010-2012)
Son quatrième album, Bretonne, paraît le 6 décembre 2010, comprenant des titres évoquant la Bretagne, chantés en breton, français, anglais et gaélique irlandais. L'album connaît un immense succès en France (deuxième meilleure vente de l'année 2011, no 1 du Top Albums pendant sept semaines, double disque de diamant pour plus d'un million de ventes,) ainsi qu'en Belgique (no 1 des ventes pendant cinq semaines, double disque de platine) et en Suisse (disque d'or). Le 28 novembre 2011, l'album est réédité avec sept nouveaux titres, dont le single Moonlight Shadow. Une nouvelle version de l'album sort le 20 janvier 2012 en Allemagne (où il s'est classé no 13), ainsi qu'en Corée du Sud (no 34 au Top Albums, no 9 au Top Albums international), et aux États-Unis chez Decca (classé no 10 au Top World Music Albums du Billboard) avec un concert à New York en janvier 2013.
Une tournée de plus de 100 dates démarre en juin 2011, passant notamment par la Bretagne, les grands festivals d'été dont le festival de Cornouaille, la fête de l'Huma, le festival de Ramatuelle, les Francofolies de La Rochelle et les Francofolies de Spa, les théâtres et Zéniths (dont le Zénith de Paris). Elle s'étend jusqu'en Belgique, Suisse, Allemagne, et se termine en décembre 2012 par trois dates à l'Olympia.
En 2011, Laurent Voulzy fait appel à Nolwenn pour poser sa voix sur les chœurs du titre En regardant vers le pays de France pour son album Lys & Love. En marge du Bretonne Tour en 2012, Nolwenn est invitée à l'Olympia pour chanter avec le groupe irlandais The Chieftains. Elle chante également en duo avec Alan Stivell pour son concert anniversaire 40th Anniversary Olympia 2012 sorti en DVD.

#### Ô filles de l'eau(2012-2016)

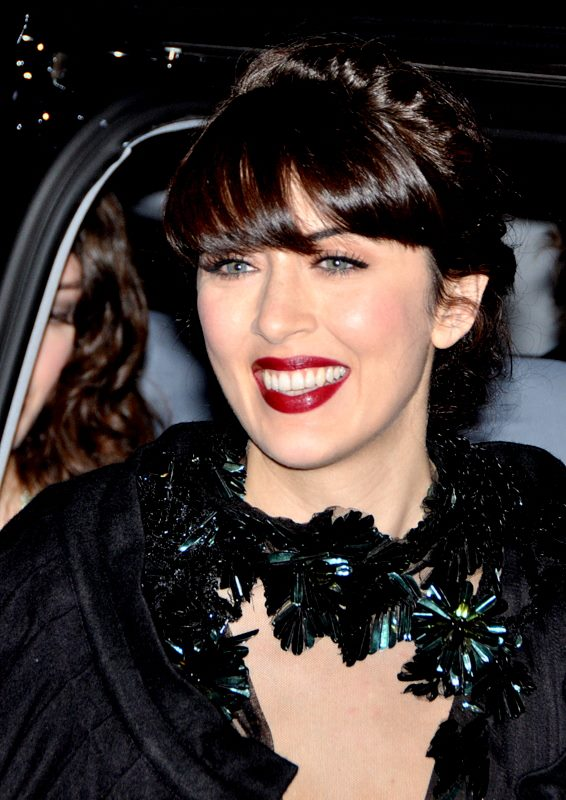
Nolwenn Leroy aux NRJ Music Awards 2013.

Un nouvel album de chansons originales, Ô filles de l’eau, sort le 26 novembre 2012, abordant le thème de la mer et des femmes, sur une couleur « pop-folk celtisante ». L'album s'inspire de l'art préraphaélite, la littérature et les légendes celtiques, et est porté par le single Juste pour me souvenir. Il est à nouveau produit par Jon Kelly mais cette fois-ci, Nolwenn participe à la conception de neuf chansons. Certifié triple disque de platine (pour plus de 300 000 ventes) et récompensé du Prix de l'album RTL de l'année, il sort également en Allemagne, où il reste durant trois semaines dans le Top 60.
En mai 2013, Nolwenn entame Ô Tour de l'eau, une tournée d'un an et 70 dates, en France, en Suisse et en Belgique. Elle passe notamment par les festivals d'été dont l'Armada de Rouen, le Festival interceltique de Lorient, ainsi que l'Olympia et le Cirque Royal de Bruxelles. Le CD/DVD live Ô Tour de l'eau, enregistré à Saint-Brieuc, est publié le 1er décembre 2014.
En 2013, elle participe à plusieurs projets : les concerts de Vladimir Cosma à travers la France,, le cinquantenaire de la mort d'Édith Piaf aux Francofolies de New York, le spectacle du Soldat Rose 2, l'album We Love Disney et l'enregistrement d'un duo avec Eddy Mitchell (La complainte du phoque en Alaska) sur l'album de ce dernier.
En 2014, Nolwenn coécrit et interprète plusieurs titres en français et en anglais pour le film d'animation Le Chant de la mer, nommé aux Oscars et aux César. Elle enregistre La Ballade nord-irlandaise pour l'album La Bande à Renaud et J'ai la vie qui m'pique les yeux pour le volume 2. Elle participe également à l'album We Love Disney 2 en reprenant J'en ai rêvé de La Belle au bois dormant.
En mars 2015, Nolwenn entame une tournée acoustique en France, Belgique, Suisse, Allemagne, Nouvelle-Calédonie et Polynésie française. Elle se produit notamment au Casino de Paris et au Palais des festivals et des congrès de Cannes. Le 11 juin 2015, elle est invitée à l'université d'Oxford pour parler de sa carrière, et elle donne un concert à Glasgow le 30 janvier 2016 dans le cadre du festival Celtic Connections.

#### Gemme(2017-2018)
Le 13 mai 2017 sort le single Gemme, premier extrait de son sixième album studio, Gemme, produit par Jamie Ellis (Adele, Florence and the Machine) et paru le 1er septembre 2017. Nolwenn a écrit et cocomposé la plupart des chansons de cet album pop mêlant titres en français et en anglais,,. En octobre sort le deuxième single, Trace ton chemin, composé par Broken Back. L'album est salué par la critique,, et certifié disque d'or. Une édition limitée sort le 8 décembre 2017 incluant deux remixes et deux versions acoustiques.
Une nouvelle tournée de 55 dates, le Gemme Tour, débute le 21 mars 2018 à Saint-Brieuc, passant notamment par le Grand Rex à Paris, Le Silo à Marseille, le Forum de Liège et les festivals (dont les Francofolies de La Rochelle, le Festival de Cornouaille et les Nuits de Champagne). Elle se poursuit jusqu'en novembre en France, Belgique, Suisse.

#### Folk(2018-2019)
Le 2 novembre 2018 sort un album de reprises intitulé Folk, réalisé par Clément Ducol. Porté par le single So Far Away From L.A., il est composé de chansons francophones, principalement des années 1970. Folk est certifié disque d'or. Il sort en vinyle le 22 mars 2019. La tournée, Folk Tour, débute en mars 2019 avec notamment deux dates au Trianon à Paris, les 26 et 27 mars. Elle se poursuit en France et en Belgique, passant également par les festivals, dont le Festival interceltique de Lorient. En juillet 2019, le groupe américain Pink Martini invite Nolwenn à chanter sur la scène du festival Jazz à Juan.

#### La Cavale(depuis 2021)
Le 2 juillet 2021, Nolwenn dévoile le single Brésil, Finistère, annonçant son huitième album, La Cavale, réalisé par Benjamin Biolay, et Adé (de Therapie Taxi),. L'album sort le 12 novembre 2021. Le deuxième single, Loin, est lancé en décembre 2021. Elle a également participé à l'émission « Abers Road » avec Gaëtan Roussel.
Début 2022, elle participe à la 11e saison de The Voice en tant que « coach surprise »,. Son rôle consiste à récupérer des talents qui n'ont fait retourner aucun des autres coachs, ainsi qu'un des talent exclu lors de la finale.
En août de la même année, elle participe au 51e festival interceltique de Lorient.
En octobre 2022, elle devient coach pour la 9e saison de The Voice Kids dont la diffusion est prévue pour 2023. En 2024, elle quitte l'émission.
Parallèlement, elle joue dans la série Brocéliande diffusé sur TF1,,,,,,,. La série se développe sur 6 épisodes de 52 minutes et est réalisée par Bruno Garcia. La série est présentée pendant le festival Canneseries,,,,. La diffusion débute le 16 septembre 2024,.
En 2023, elle participe à une émission diffusée sur France 3 pour célébrer les 30 ans de la carrière de Pascal Obispo. La même année, elle est membre du jury du concours Miss France 2024,,,.
Elle est annoncée au casting de la série Été 36,.

### Divers

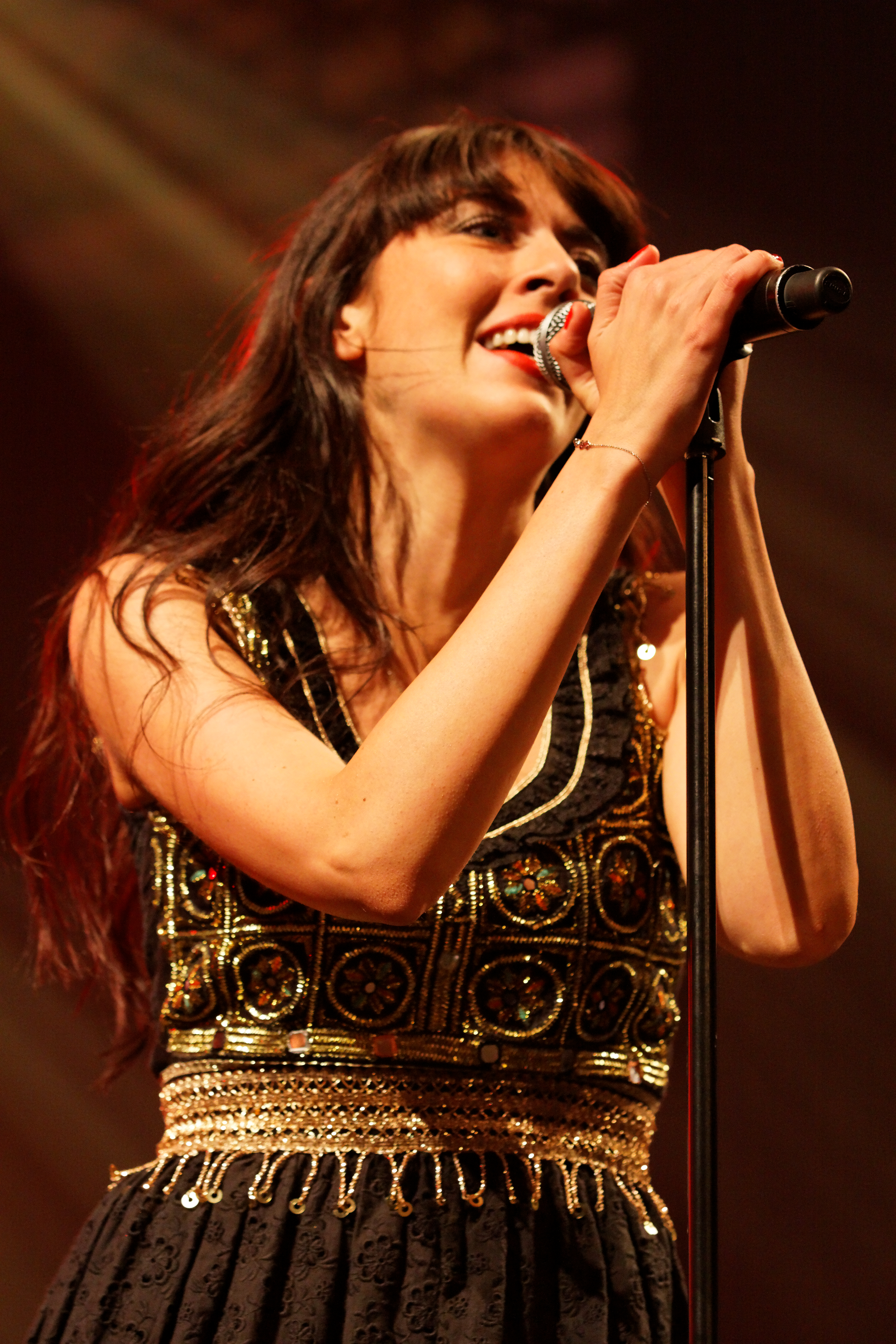
Nolwenn Leroy en concert le 22 juillet lors du festival de Cornouaille 2011.

- En 2004, lors d'une émission médicale sur TBN aux États-Unis, le neurologue Frederick R. Carrick présente le rapport de ses recherches en musicothérapie ; il aurait prouvé les effets bénéfiques de la voix de la chanteuse sur les lésions cérébrales (influences au niveau corporel et sensoriel)[129].
- Elle a sollicité le créateur breton Pascal Jaouen pour réaliser certaines tenues de scène à l'occasion des tournées Bretonne Tour[130] et Ô Tour de l'Eau[131]. Elle est également habillée par la maison Manoush[132].

### Évènements
Nolwenn Leroy est également cavalière et possède un étalon. Elle s'est d'ailleurs produite lors du 50e gala de l'Union des artistes avec Alexis Jacques André Grüss en décembre 2011.
En juin 2011, elle tourne deux publicités pour Nintendo 3DS (l'une avec l'animateur Nagui, l'autre avec ses musiciens). Fin 2011, elle devient l'égérie de la marque Pantene en France et en Belgique, apparaissant dans plusieurs publicités à la télévision et dans la presse pour le shampoing Pantène Pro-V.
Début 2012, elle est nommée pour la première fois aux Victoires de la musique, dans la catégorie « artiste féminine de l'année ». Le 8 octobre 2012, elle inaugure sa statue de cire au musée Grévin.
En décembre 2012, elle intègre le Top 50 des personnalités préférées des Français, se classant directement à la 24e place (6e femme). Elle atteint la 16e place en décembre 2019 et fait toujours partie du top 50 en 2023. Elle est la chanteuse française la plus recherchée sur Yahoo! en 2017.
En juin 2013, elle donne le coup d'envoi du Prix de Diane avec un concert à l'hippodrome de Chantilly.
En 2014, elle est nommée aux World Music Awards pour la première fois, dans quatre catégories : World's Best Album (Bretonne), World's Best Entertainer, World's Best Female Artist, et World's Best Live Act. Le 3 mai 2014, elle chante l'hymne breton Bro Gozh ma Zadoù au Stade de France, devant 80 000 spectateurs et les téléspectateurs de France 2 (plus de 4,5 millions), à l'occasion de la finale de la Coupe de France de football 2014, opposant deux clubs bretons, le Stade rennais et l'EA Guingamp.
Le 27 novembre 2015, elle participe auprès de Camélia Jordana et Yael Naim à l'hommage national rendu pour les victimes de l'attentat du 13 novembre 2015 à Paris, en chantant Quand on n'a que l'amour de Jacques Brel.
Le 12 juin 2018, elle interprète a cappella La Marseillaise à Paris La Défense Arena en ouverture du match anniversaire des champions du monde France 98 contre une sélection d'anciens internationaux, devant 30 000 spectateurs et 6 millions de téléspectateurs en direct sur TF1.
Le 16 juillet 2024, elle participe à la 5e journée des Fêtes maritimes de Brest.

## Vie privée
Elle partage la vie de l'ancien tennisman Arnaud Clément depuis janvier 2008, avec qui elle a un fils prénommé Marin, né le 12 juillet 2017,,.

## Engagements

### Engagements contre la pauvreté
Depuis mars 2006, Nolwenn Leroy est la marraine de la Fondation pour le logement des défavorisés et en 2006 fait partie de la troupe des Enfoirés pour l'association Les Restos du cœur.

### Engagements contre les maladies
En Bretagne, elle est marraine de l’opération « Offrez une Orchidée pour la mémoire ! » qui a lieu dans les 42 magasins E. Leclerc bretons du 4 au 14 décembre 2013 au profit de la recherche contre la maladie d'Alzheimer. En juin 2014 et 2015, elle est la marraine de la course "Défigéna" à l'île-Tudy, qui finance la recherche contre la mucoviscidose,. Elle s'est produite pour d'autres causes comme le Téléthon, le Sidaction, le Télévie (marraine 2014), la Fondation pour la Recherche sur Alzheimer, l'hôpital Necker-Enfants malades, l'association Laurette Fugain et l'association Grégory Lemarchal.

### Autres engagements
Elle est la marraine de l’association de sauvegarde du patrimoine des phares et balises.
Elle s'est également engagée auprès d'associations telles que l'Unicef, SOS Racisme ou Paroles de Femmes. Le 29 avril 2023, elle participe au Miramar de Cannes.

## Prises de positions
Après les révélations d'abus sexuels de l'abbé Pierre, Nolwenn Leroy déclare être « désemparée » par ces déclarations. Elle déclare que le choix de la fondation Abbé-Pierre de changer de nom est « admirable ». Elle ajoute que l'association « se devait de soutenir les victimes, d'être du côté des victimes ».

## Discographie
En 2021, la discographie de Nolwenn Leroy comptait 8 albums. Cela n'inclut pas les diverses participations de la chanteuse (par exemple l'album collectif Elles et Barbara).
- 2003 : Nolwenn
- 2005 : Histoires naturelles
- 2009 : Le Cheshire Cat et moi
- 2010 : Bretonne
- 2012 : Ô filles de l'eau
- 2017 : Gemme
- 2018 : Folk
- 2021 : La Cavale

## Tournées
| Année     | Titre                     | Nombre de concerts | Format de l'engistrement           | Album promu            |
| --------- | ------------------------- | ------------------ | ---------------------------------- | ---------------------- |
| 2003-2004 | Suivre une étoile Tour    | 30                 | -                                  | Nolwenn                |
| 2006-2007 | Histoires Naturelles Tour | 43                 | CD + DVD Histoires Naturelles Tour | Histoires Naturelles   |
| 2010-2011 | Le Cheshire Cat et Vous   | 18                 | -                                  | Le Cheshire Cat et moi |
| 2011-2012 | Bretonne Tour             | 100                | -                                  | Bretonne               |
| 2013-2014 | Ô Tour de l'eau           | 70                 | CD + DVD Ô Tour de l'eau           | Ô filles de l'eau      |
| 2015      | Tournée Acoustique        | 38                 | -                                  | -                      |
| 2018      | Gemme Tour                | 55                 | -                                  | Gemme                  |
| 2019      | Folk Tour                 | 36                 | -                                  | Folk                   |

## Filmographie

### Doublage
- 2012 : Les Cinq Légendes de Peter Ramsey : voix française de la Fée des dents[170]
- 2014 : Le Chant de la mer de Tomm Moore : voix française (chantée et parlée) de Bruna[171],[172]

### Télévision
- 2021 : Capitaine Marleau de Josée Dayan (épisode Claire obscure) : Déborah
- 2024 : Brocéliande de Bruno Garcia (mini-série, 6 épisodes) : Fanny Legoff
- 2026 : Été 36 de Fred Garson (mini-série, 6 épisodes)

## Voix off
- 2013 : Lady Ô (spectacle nocturne au parc du Futuroscope) : la conteuse[173]
- 2014 : On vient tous de là (clip pédagogique de la fondation Maud Fontenoy pour la préservation des océans)[174]

## Livre audio
- 2014 : Le Chant de la mer de Tomm Moore, lu et chanté par Nolwenn Leroy (éd. P’tit Glénat)[175]

## Distinctions
| Année | Cérémonie/Organisation                                              | Catégorie                                                    | Résultat   |
| ----- | ------------------------------------------------------------------- | ------------------------------------------------------------ | ---------- |
| 2004  | NRJ Music Awards                                                    | Révélation francophone de l'année                            | Lauréat    |
| 2006  | Étoiles Chérie FM                                                   | Étoile de la Sensibilité                                     | Lauréat    |
| 2006  | Étoiles Chérie FM                                                   | Étoile Chérie FM                                             | Lauréat    |
| 2006  | Étoiles Chérie FM                                                   | Chanson de l'année pour Mon ange                             | Lauréat    |
| 2007  | Étoiles Chérie FM                                                   | Étoile de l'artiste féminine de l'année                      | Lauréat    |
| 2007  | Talents France Bleu                                                 | Prix du public                                               | Lauréat    |
| 2010  | Le Télégramme                                                       | Grand Prix du Disque pour Bretonne                           | Lauréat    |
| 2011  | Le Télégramme                                                       | Bretonne de l'année                                          | Lauréat    |
| 2011  | Planète Musique Mag                                                 | Planète Musique Mag d'or                                     | Lauréat    |
| 2011  | RTL - Metronews                                                     | Album RTL de l'année pour Bretonne                           | Nomination |
| 2011  | RTL - Le Parisien                                                   | Personnalité de l'année                                      | Lauréat    |
| 2012  | NRJ Music Awards                                                    | Artiste féminine francophone de l'année                      | Nomination |
| 2012  | NRJ Music Awards                                                    | Chanson francophone de l'année pour Tri martolod             | Nomination |
| 2012  | NRJ Music Awards                                                    | Meilleure vente d'album francophone de l'année pour Bretonne | Lauréat    |
| 2012  | Victoires de la musique                                             | Artiste féminine de l'année                                  | Nomination |
| 2012  | Globes de Cristal                                                   | Meilleure interprète féminine                                | Nomination |
| 2012  | Bro Gozh Ma Zadou                                                   | Prix Bro Gozh Ma Zadou                                       | Lauréat    |
| 2013  | NRJ Music Awards                                                    | Artiste féminine francophone de l'année                      | Nomination |
| 2013  | Globes de Cristal                                                   | Meilleure interprète féminine                                | Nomination |
| 2013  | Grands Prix de l'UNAC (Union Nationale des Auteurs et Compositeurs) | Grand Prix de l'UNAC pour la chanson Juste pour me souvenir  | Lauréat    |
| 2013  | RTL - Metronews                                                     | Album RTL de l'année pour Ô filles de l'eau                  | Lauréat    |
| 2014  | World Music Awards                                                  | World's Best Album pour Bretonne                             | Nomination |
| 2014  | World Music Awards                                                  | World's Best Entertainer                                     | Nomination |
| 2014  | World Music Awards                                                  | World's Best Female Artist                                   | Nomination |
| 2014  | World Music Awards                                                  | World's Best Live Act                                        | Nomination |
| 2017  | NRJ Music Awards                                                    | Artiste féminine francophone de l'année                      | Nomination |
| 2017  | RTL                                                                 | Album RTL de l'année pour Gemme                              | Nomination |
| 2018  | Le Télégramme                                                       | Grand Prix du Disque pour Gemme                              | Nomination |
| 2018  | Globes de Cristal                                                   | Meilleure interprète féminine                                | Nomination |
| 2022  | RTL                                                                 | Album RTL de l'année pour La Cavale                          | Nomination |

## Hommage
L'astéroïde (353232) Nolwenn a été nommé en son honneur en 2010.

## Décoration
Officière de l'ordre des Arts et des Lettres (2021).